# Homidiana echenais
Homidiana echenais är en fjärilsart som beskrevs av Carl Heinrich Hopffer 1856. Homidiana echenais ingår i släktet Homidiana och familjen Sematuridae. Inga underarter finns listade i Catalogue of Life.

## Bildgalleri

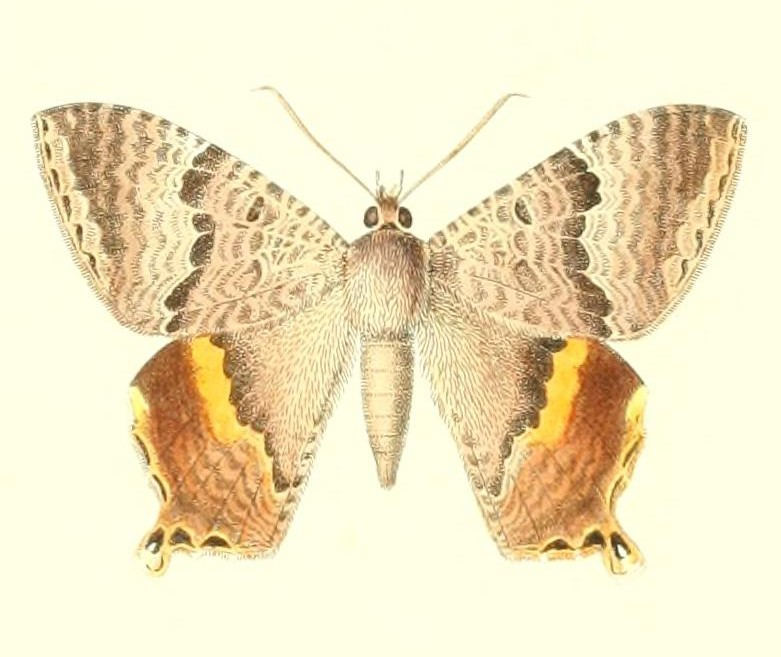